# Max Fraenkel
Max Fraenkel (* 17. November 1856 in Rybnik, Oberschlesien; † 20. Mai 1926 in Berlin) war ein deutscher Architekt und Regierungsbaumeister mit dem Hauptwirkungskreis in Berlin.

## Leben
Max Fraenkel und sein jüngerer Bruder James Fraenkel gehörten zu den zwölf Kindern des Rabbiners Daniel Fraenkel. Zusammen mit James zog Max nach Berlin und lebte im heutigen Stadtteil Berlin-Lankwitz. Nach seiner Ausbildung zum Architekten konnte er im gesamten Berliner Raum Wohngebäude und vor allem Bauten für Krankenhäuser verwirklichen.

## Werk (Auswahl)

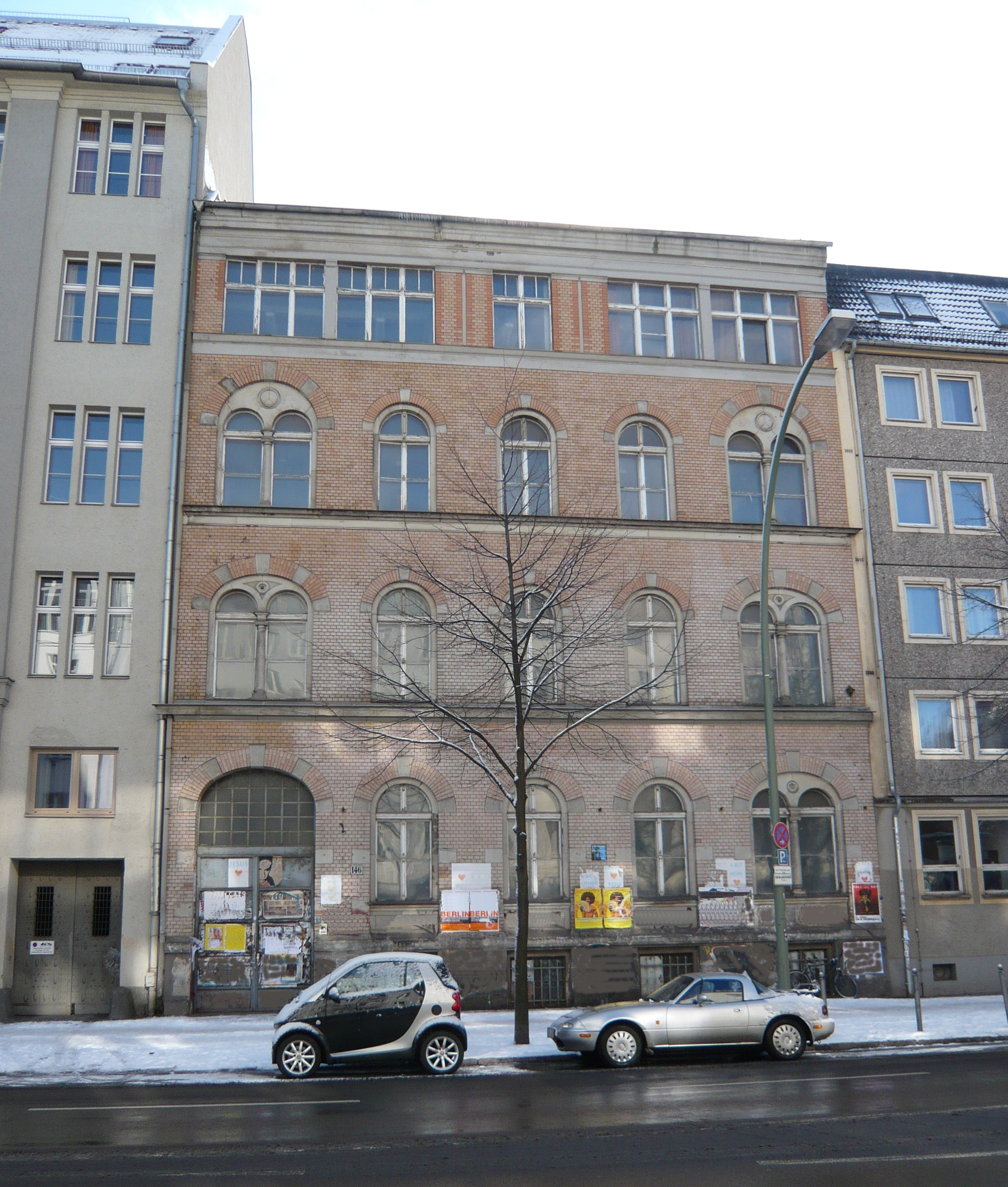
Die Bauruine des früheren Israelitischen Krankenheims 2009

- Wohnhaus seines Bruders James in Berlin-Lankwitz nahe der Heil- und Pflegeanstalt Berolinum,[3] Siemensstraße 68–69 (1943 in der Lankwitzer Bombennacht zerstört)
- 1886–1887: Bauleitung Dorfkirche Betzin
- 1899–1900: Mietshaus, Läden, Privatsanatorium in Charlottenburg, Meinekestraße 10[4]
- 1904: Auf dem Eckgrundstück am Wilhelmsplatz in Steglitz (Villa Friedrichstraße 1/2, heute Carl-Heinrich-Becker-Weg 6–10) konnte Max Fraenkel im Auftrag des Mediziners Karl von den Steinen eine bizarr-romantische Villa errichten. Dieses Gebäude wechselte häufig seine Besitzer, diente in der Zeit des Nationalsozialismus auch der NSDAP. 1943 wurde es von einer Brandbombe getroffen und damit vollständig vernichtet. Heute befindet sich dort ein Institutsgebäude der Meteorologischen Fakultät der Freien Universität der Architekten Fehling und Gogel mit einem eisernen Beobachtungsturm.[5]
- 1908–1909: Privatklinik für den jüdischen Frauenarzt Paul Straßmann in Berlin-Mitte, Schumannstraße 18 (Ensemble Marienstraße 1–32, in Nachbarschaft zum Deutschen Theater), erbaut anstelle eines früheren Wohnhauses. Die Bildhauerarbeiten (Reliefs mit Darstellungen einer Stillenden, einer genesenden Mutter und eines Gelehrten) stammen von dem österreichisch-ungarischen Bildhauer Sandor Járay. Max Fraenkel erreichte durch die Kombination von Jugendstilelementen mit Renaissancedekorationen ein hochherrschaftliches Aussehen der Geburtsklinik. Das Portal ist eine Anlehnung an die griechische Antike. Am Giebel ist das Wappen mit den Initialen des Frauenarztes und Bauherren (PS) in Form eines Äskulapstabes zu sehen.[6] Nach dem Ersten Weltkrieg erwarb Straßmann das benachbarte Wohnhaus (Schumannstraße 17) aus dem Jahr 1831 und ließ es nach Plänen von Max Fraenkel für Unterrichtszwecke und wissenschaftliche Forschung umbauen.[7] Nach dem Zweiten Weltkrieg waren verschiedene Verwaltungen in diesen Gebäuden, die jedoch nicht zum Erhalt der Bausubstanz beitrugen. Anfang des 21. Jahrhunderts wurden beide Gebäude saniert, das Haus Nummer 18 dient nun als Hauptsitz für den Verband der Privatärztlichen VerrechnungsStellen e. V.[8] Seit 2006 befindet sich in den Erdgeschossräumen eine Ausstellung moderner israelischer Kunst, genannt „Artneuland Berlin“, eine Filiale von Artneuland Tel Aviv.[9] Hinzu kommt eine Palliativ-Pflegeeinrichtung.[10]
- Umbau des 1884 errichteten Israelitischen Krankenheims in Berlin-Mitte, Torstraße 146 / Linienstraße 86.[11] Dieses Gebäude steht seit den 2000er-Jahren leer und verfällt.